# Mart Center (São Paulo)
São Paulo Mart Center (ou simplesmente Mart Center) foi um complexo comercial de atacado e varejo de itens de moda localizado na zona norte da cidade de São Paulo, no bairro da Vila Guilherme. O Mart Center foi inaugurado em janeiro de 1988, possui seis pavilhões térreos, além de lojas e áreas de suporte e serviços adicionais em seu terreno.
Desde meados dos anos 2000, o local deixou de ser utilizado como centro comercial de moda, passando a ser utilizado para funções secundárias como eventos e shows.

## Histórico

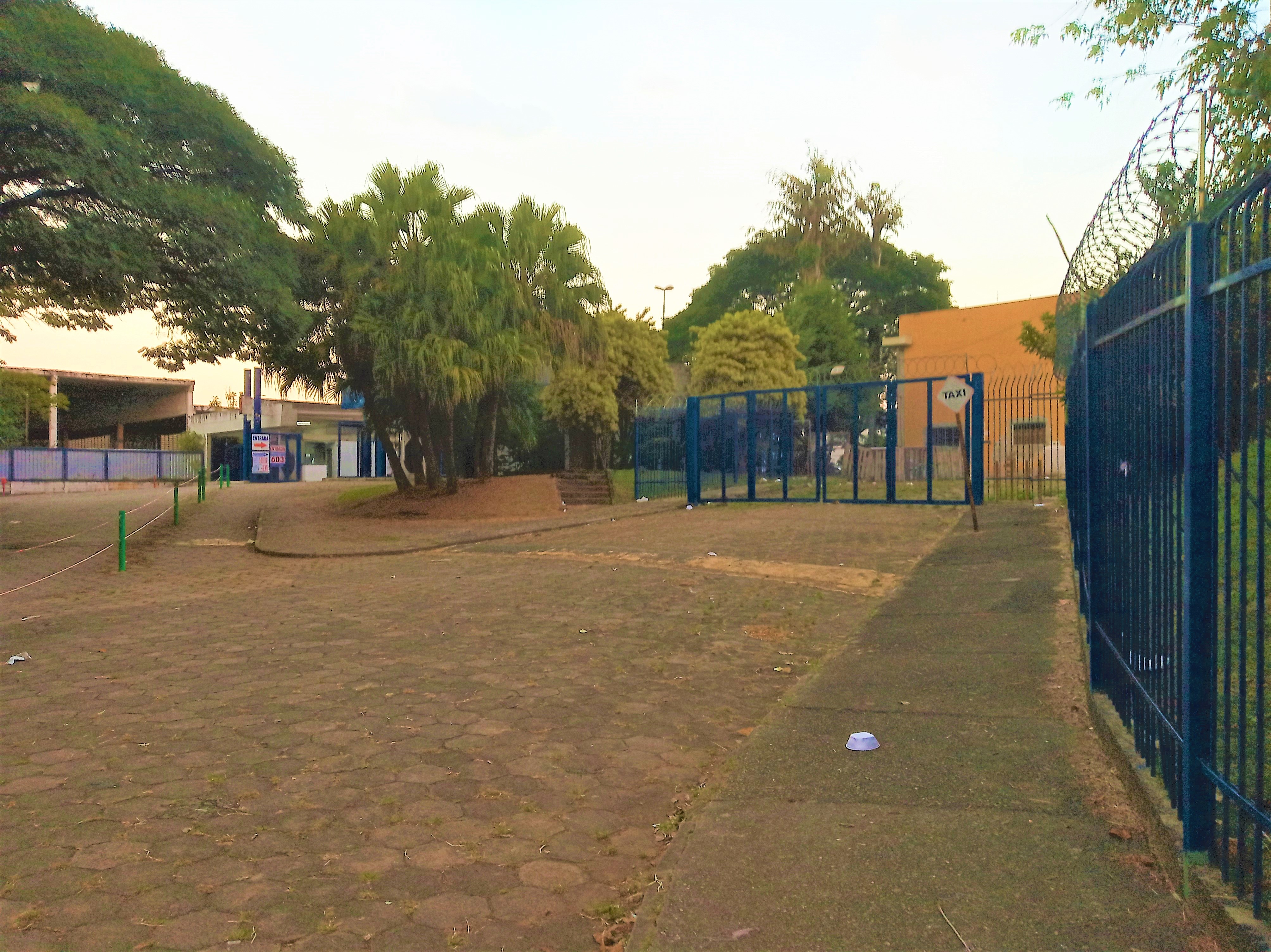
Entrada principal do Mart Center na Rua Chico Pontes

Inaugurado em 1988, o São Paulo Mart Center foi um complexo comercial do setor de moda, localizado na Rua Chico Pontes, ao lado do Parque do Trote. Possuía seis pavilhões enumerados que formavam um complexo de compra e venda de roupas e acessórios de moda por atacado e varejo, sendo uma alternativa popular para compradores de todo o país. Possuía cerca de trezentas lojas e um estacionamento para 4 mil veículos.
Ainda na década de 1990, o local passou a sediar eventos e feiras, tendo o seu complexo do lojas como um atrativo a mais para visitantes e expositores. Em 1993, dezoito feiras foram realizadas no Mart Center.

### Hotel Mart Center

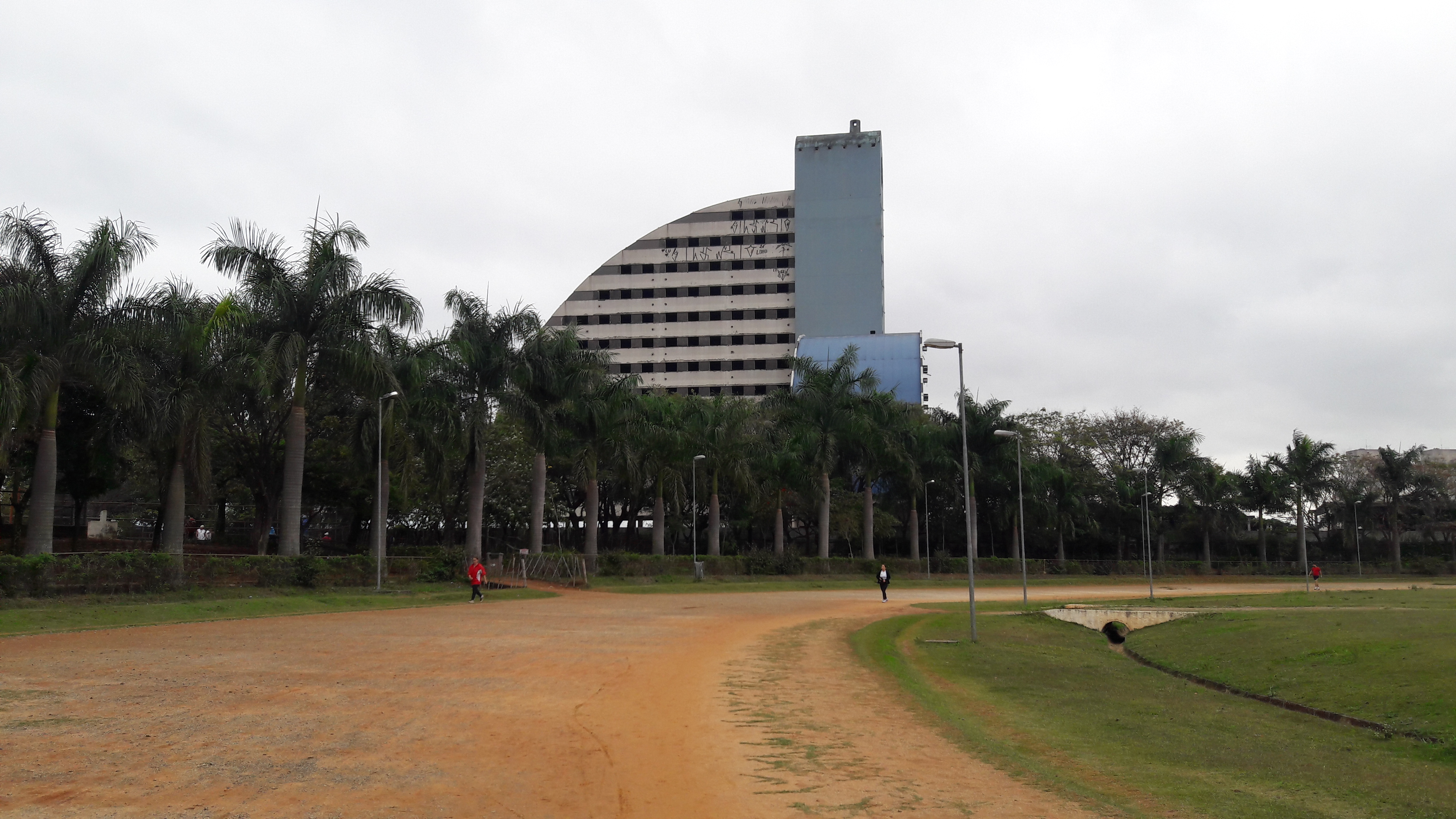
Torre do Hotel Mart Center visto a partir do Parque da Vila Guilherme

Na mesma época, os proprietários do empreendimento iniciaram as obras de um prédio em um terreno ao lado que sediaria o Hotel Mart Center, com bandeira Blue Tree Plaza. O hotel serviria aos turistas que viriam ao shopping para fazer compras, porém, suas obras nunca foram concluídas e este segue abandonado até hoje.
Devido a falta de edifícios mais altos nos arredores, o prédio pode ser visto a partir de diversas áreas do centro e da zona leste de São Paulo.

### Fechamento e eventos
Na segunda metade da década de 2000, o shopping passou a ser cada vez menos frequentado pelo público e poucas lojas seguiram funcionando no local. Nesta mesma época, a administração passou a locar o espaço vago do complexo para a realização de shows e eventos variados.[carece de fontes?]
Alguns eventos conhecidos foram realizados regularmente no local como o Anime Friends (entre 2008 e 2011), o Revelando São Paulo (feira de cultura paulista organizada em parceria com o governo estadual), o Festival da Boa Vizinhança (convenção de fãs de Chespirito) e mais recentemente o World Pop Festival. Em 2011, todas as lojas que ainda funcionavam no local encerraram suas atividades e o Mart Center foi desativado como centro comercial, passando a ser utilizado apenas para eventos e shows pelos próximos anos.
Em 2014, a Associação Amigos do Parque do Trote promoveu um abaixo-assinado para impedir que a área do Mart Center fosse utilizada para a construção de um novo shopping center ou de um complexo de condomínios. Dentre os argumentos levantados, estava o medo da intensificação do tráfego de veículos na região.

### Atualmente
Mais recentemente em 2018, Marlene Querubin, dona do Circo Spacial assumiu cerca de 30 mil metros quadrados do terreno para a instalação de um complexo variado de lazer denominado Villa +. Atualmente, a área externa do Mart Center é utilizada com um estacionamento privado.
Em maio de 2021, uma casa noturna foi inaugurada em um dos galpões do antigo complexo. O restante do complexo segue ocioso e com sinais de abandono.